# Кошка Гайер-Андерсона
«Кошка Гайер-Андерсона» (англ. Gayer-Anderson cat) — древнеегипетская статуя кошки, датируемая поздним периодом (около 664—332 гг. до н. э.). Выполнена из бронзы, с золотым орнаментом.
Скульптура носит имя майора Роберта Гренвилла Гайер-Андерсона, который вместе с Мэри Стаут Шоу подарил её Британскому музею. Статуя представляет собой изображение кошки, олицетворяющей богиню Баст. Кошка носит украшения и защитный амулет. Серьги и носовое кольцо, возможно, являются позднейшими дополнениями. На голове изображён скарабей, а на груди — крылатый скарабей. Статуя имеет высоту 42 см и ширину 13 см. Копия статуи хранится в музее Гайера-Андерсона в Каире.
Статуя не так хорошо сохранилась, как кажется. Рентгеновские снимки скульптуры показывают, что центр тела кошки весь растрескался, а голова держится только на внутреннем каркасе. Восстановлением бронзовой кошки занимался майор Гайер-Андерсон, который в 1930-х годах был увлечённым реставратором древностей. Когда он купил её, поверхность кошки была покрыта толстым слоем патины и окислов, которые он тщательно отчистил.
Кошка была изготовлена методом литья по выплавляемым моделям, при котором восковая модель покрывается глиной, и полученная глиняная форма, после обжига, заполняется расплавленным металлом. Сплав содержит 85 % меди, 13 % олова, 2 % мышьяка и 0,2 % свинца. Остатки штифтов, на которых держалась восковая модель, можно увидеть с помощью рентгеновских лучей. Литейщики могли использовать сплавы отличающегося состава для придания оттенков телу кошки и изображения полосок на хвосте. Не исключено, что глаза кошки изначально были выполнены с декоративными каменными или стеклянными вставками.